# Annie Chapman
Annie Chapman, de domo Eliza Ann Smith, alias Annie Siffey, pani Sievey lub Dark Annie (ur. 25 września 1840, zm. 8 września 1888) – brytyjska prostytutka, druga z „kanonicznych” ofiar Kuby Rozpruwacza.

## Życiorys

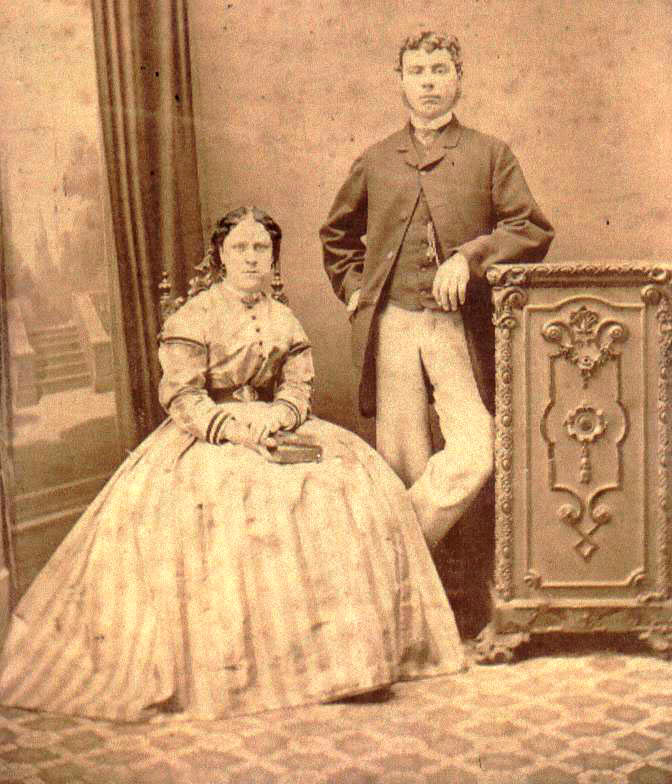
Zdjęcie ślubne Annie Chapman i jej męża Johna Chapmana (1 maj 1869 r.)

Annie urodziła się jako Eliza Ann Smith w londyńskiej dzielnicy Paddington 25 września 1840 roku. Była pierwszym z pięciorga dzieci George'a Smitha i Ruth Chapman. George Smith był żołnierzem, który zaciągnął się do 2nd Regiment of Life Guards w grudniu 1834 r. Podobno miejsce najwcześniejszych lat Chapman było związane ze służbą wojskową ojca, który służył między Londynem a Windsorem.
1 sierpnia 1869 roku Annie poślubiła Johna Chapmana, z zawodu woźnicę. Młoda para początkowo mieszkała na Montpelier Place 29, Brompton, razem z matką Annie. Ich kolejny adres to 1 Brook Mews North, Bayswater, następnie 17 South Bruton Mews, Berkeley Square, zaś w roku 1881 John Chapman objął posadę stangreta u Josiaha Weeksa, zarządcy farmy St Leonard's Hill Farm Cottage i tamże przeniósł się z całą rodziną. Chapmanowie mieli wtedy trójkę dzieci: urodzoną w 1870 Emily Ruth, trzy lata młodszą Annie Georginę i Johna, który przyszedł na świat w 1880 roku.
Od tego momentu rodzinę Chapmanów zaczęły prześladować nieszczęścia. Mały John był kaleką, zaś Emily Ruth umarła na zapalenie opon mózgowych w roku 1882. Małżeństwo Chapmanów rozpadło się po śmierci ich najstarszej córki, nie bez winy był również John senior, który często zaglądał do kieliszka. Mary Ann opuściła męża, utrzymując się częściowo dzięki wypłacanym przezeń alimentom w wysokości 10 szylingów tygodniowo. W roku 1886 Annie mieszkała na Dorset Street 30, Spitalfields, związawszy się z mężczyzną trudniącym się wyrobem sit (ang. sieve), stąd była znana jako pani Sievey.
25 grudnia tegoż roku John Chapman zmarł z powodu marskości wątroby, co sprawiło, że Annie przestała otrzymywać alimenty, będące dość istotną częścią jej skromnego budżetu domowego. Wraz ze zniknięciem alimentów zniknęło również zainteresowanie sitarza osobą Annie, która od tego momentu zdana była wyłącznie na własne siły. Ażeby się utrzymać, Annie szydełkowała, robiła narzutki, sprzedawała także kwiaty. Kiedy była trzeźwa, odznaczała się pracowitością, niestety, chwile trzeźwości zdarzały się w jej życiu coraz rzadziej. W końcu Annie zwróciła się ku prostytucji.
Cztery miesiące przed śmiercią Annie przeprowadziła się do przytułku Crossingham’s Lodging House przy Dorset Street 35, Spitalfields. Jedyną osobą, która ją tam regularnie odwiedzała, był niejaki Ted Stanley. Dwa tygodnie przed śmiercią Annie spotkała swojego brata, Fountaina Hamiltona Smitha, który poruszony opowieścią o jej trudnym życiu, ofiarował siostrze dwa szylingi. W tym czasie Annie chorowała na bardzo zaawansowaną gruźlicę i, jakkolwiek pulchna, cierpiała z powodu znacznego niedożywienia.
Mniej więcej tydzień przed śmiercią zazwyczaj spokojna Annie wdała się w bójkę z inną lokatorką przytułku, niejaką Elizą Cooper. Powodem było mydło, które Annie pożyczyła od Elizy, a potem nie zwróciła.

## Śmierć
W sobotę 8 września 1888 roku, około 1:45, po raz ostatni Annie była widziana w przytułku. Wyszła stamtąd, obiecując, że zarobi jeszcze tej nocy pieniądze na nocleg. Stróż John Evans widział Chapman odchodzącą w kierunku Spitalfields Market.
Niejaka Elizabeth Long zeznała, że ok. 5.30 widziała Chapman rozmawiającą z mężczyzną w pobliżu miejsca, gdzie później odkryto jej ciało. Kobieta opisała go jako nieco wyższego od Chapman, miał ciemną karnację. Nosił brązową czapkę myśliwską i ciemny płaszcz. Według Long, mężczyzna zadał kobiecie pytanie: Will you? („Czy chcesz?”), na co Chapman odpowiedziała: Yes. („Tak”). Przebywający w tym czasie na podwórku sąsiadującego z miejscem zbrodni numeru 27, stolarz Albert Cadosch, zeznał, że usłyszał dźwięk przypominający głośne uderzenie czegoś ciężkiego w ogrodzenie.
O godzinie 5:45 John Davis, mieszkaniec domu przy Hanbury Street 29, odnalazł zmasakrowane ciało Annie Chapman, gdy wyszedł na podwórko tegoż budynku. Natychmiast wezwał policje.
Annie leżała pomiędzy schodami a płotem, ułożona na plecach, z rozłożonymi nogami i spódnicami zadartymi pod brodę. Miała poderżnięte gardło z lewej do prawej strony, a brzuch rozcięty od mostka po spojenie łonowe. Morderca wywlókł z jamy brzusznej wnętrzności i ułożył je na ramieniu ofiary. Późniejsza sekcja wykazała brak macicy wraz z kawałkiem pochwy i pęcherza moczowego.

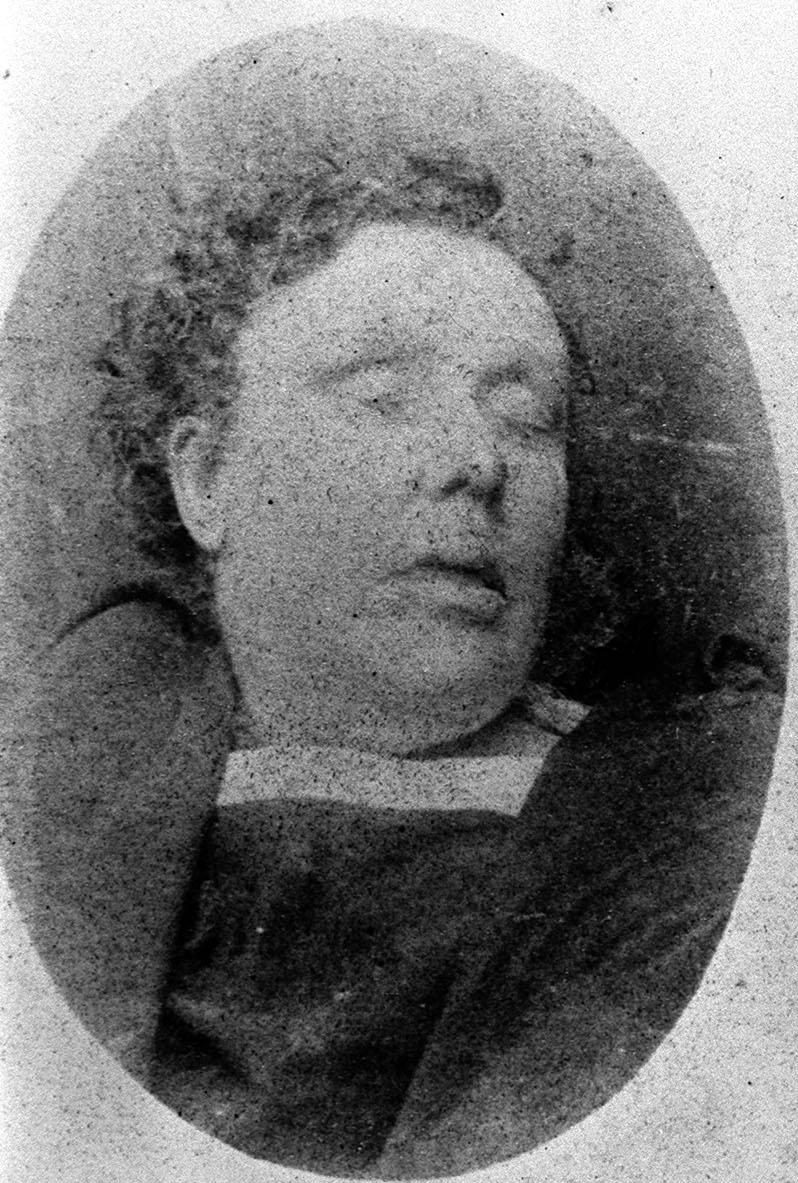
Zdjęcie pośmiertne Annie Chapman

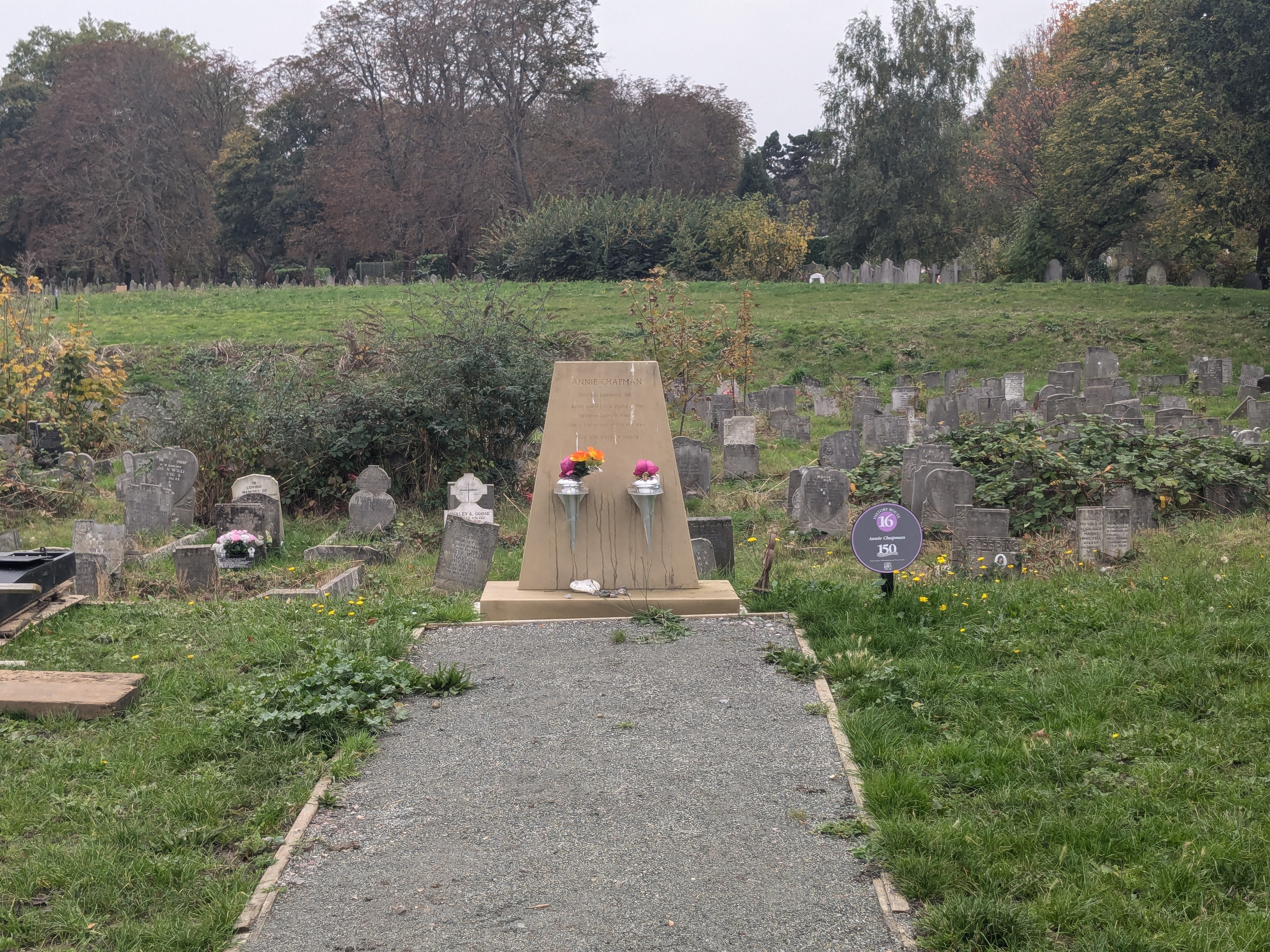
Grób Annie Chapman

Patolog George Bagster Phillips uznał, że zabójca musiał posiadać sporą wiedzę anatomiczną, gdyż usunął macicę zaledwie jednym cięciem, używając prawdopodobnie noża z ostrzem o długości 15–20 cm. Wiele osób interweniujących w sprawie tajemniczych morderstw na Whitechapel zanegowała jego opinię. Ponieważ autopsji nie wykonano zaraz po odkryciu zwłok na ulicy, pojawiły się sugestie, że narząd usunął i zabrał na pamiątkę któryś z pracowników kostnicy, nie wzbudzając podejrzeń z powodu sporego okaleczenie ciała przez zabójcę.

### „Skórzany Fartuch”
Walter Dew w swoich wspomnieniach notuje, że morderstwo Chapman wywołało powszechną panikę w Londynie.
Po śmierci Mary Ann Nichols – pierwszej „kanonicznej” ofiary Kuby Rozpruwacza – pojawiły się pogłoski, że za zbrodnie odpowiada Żyd zwany „Skórzanym Fartuchem” (Leather Apron), co wywołało antysemickie demonstracje. John Pizer – Żyd noszący ten pseudonim i pracujący jako szewc, znany ze stosowania przemocy wobec prostytutek – został aresztowany krótko po śmierci Chapman 10 września 1888, jednak po przedstawieniu mocnego alibi został zwolniony.
Annie pochowano 14 września 1888 roku na cmentarzu Manor Park.